# Matteo Dal-Cin
Matteo Dal-Cin, né le 14 janvier 1991 à Ottawa, est un coureur cycliste canadien.

## Palmarès
- 2009
  - 2e du championnat du Canada du contre-la-montre juniors
  - 3e de la Calabogie Road Classic juniors
- 2010
  - 3e de la Calabogie Road Classic
- 2013
  -  Médaillé d'or du contre-la-montre des Jeux du Canada
  -  Médaillé d'argent de la course en ligne des Jeux du Canada
- 2014
  - 2e étape de la Tucson Bicycle Classic
  - 3e étape du Tour de White Rock
  - 2e du championnat du Canada de poursuite par équipes
  - 3e de la Killington Stage Race
- 2015
  - 2e étape de la Tucson Bicycle Classic
  - Grand Prix cycliste de Saguenay :
    - Classement général
    - 1re étape

  - 1re étape du Tour de White Rock
  - 2e du championnat du Canada du critérium
  - 2e de la Tucson Bicycle Classic
- 2016
  - Classement général de la Redlands Bicycle Classic
- 2017
  -  Champion du Canada sur route
  - 1re étape du Tour of the Gila
  - 2e étape du Tour de Beauce
- 2022
  - South Aegean Tour : 
    - Classement général
    - 2e étape

  - 1re et 7e étapes de l'Intelligentsia Cup
  - 2e du Tour of the Gila
  - 2e du championnat du Canada du contre-la-montre
- 2023
  - 3e du championnat du Canada du contre-la-montre
- 2025
  - 2e étape du Grand Prix de Charlevoix (contre-la-montre)

## Classements mondiaux
| Année                                 | 2014 | 2015 | 2016  | 2017 | 2018 | 2019 | 2020 | 2021 | 2022 | 2023  |
| ------------------------------------- | ---- | ---- | ----- | ---- | ---- | ---- | ---- | ---- | ---- | ----- |
| Classement mondial                    |      |      | 1874e | 640e | nc   | nc   | nc   | nc   | 510e | 1248e |
| UCI America Tour                      | 388e | 41e  | 310e  | 22e  | nc   | nc   | nc   | nc   | 42e  | nc    |
|                                       |      |      |       |      |      |      |      |      |      |       |
| Légende : nc = non classéSource : UCI |      |      |       |      |      |      |      |      |      |       |